# Албърт Коутс
Сър Албърт Коутс е австралийски лекар хирург и военен лекар (капитан).
Албърт Коутс е роден в Баларат, Австралия през 1895 г. На 11-годишна възраст напуска училище и започва да работи в касапница и при книговез като чирак.
Участва в Първата световна война. През 1914 г. се присъединява към Седми австралийски батальон като медицински предупредител, а следващата година работи в Галиполи. Коутс е сред последните, които напускат полуострова през нощта на 19 срещу 20 декември 1915 г. Неговият батальон е преместен във Франция през март 1916 г. Умението му като лингвист поражда вниманието на началниците му и през февруари 1917 г. е назначен в персонала на Първи корпус. Сър Джон Монъс и британските власти осъзнават способностите на Коутс и след приключването на войната е поканен в комисията на британската армия.
Коутс обаче решава да се завърне в Мелбърн и там да създаде собствен офис.
Участва във Втората световна война като военен лекар в Австралийския медицински корпус в Малая. Пленен е от японците и е изпратен в Тайланд да работи в изграждането на железопътни линии.